# Nasikabatrachus
Nasikabatrachus es el único género de anfibios anuros de la familia Nasikabatrachidae.

## Especies
Se reconocen las siguientes:
- Nasikabatrachus bhupathi Janani, Vasudevan, Prendini, Dutta & Aggarwal, 2017
- Nasikabatrachus sahyadrensis Biju & Bossuyt, 2003